# Endoftalmite
Endoftalmite é uma grave inflamação no globo ocular, geralmente de origem infecciosa. Ocorre em pacientes que possuem deficiência em seu sistema imunitário ou alguma enfermidade crônica, como a diabetes ou Aids ou também como consequencia de um traumatismo ou intervenção cirúrgica sobre o olho que produz uma via de entrada pela qual penetram microorganismos para o interior do globo ocular. Pode evoluir e deixar sequelas visuais.